# Белов, Сергей Александрович (юрист)
Серге́й Алекса́ндрович Бело́в (род. 3 июля 1978 года, Ленинград) — российский юрист, декан юридического факультета СПбГУ, директор НИИ проблем государственного языка СПбГУ, главный редактор журнала «Правоведение».

## Биография
Родился 3 июля 1978 года.
Окончил юридический факультет Санкт-Петербургского государственного университета с отличием в 2000 году. Через три года защитил кандидатскую диссертацию на тему «Избирательная система как правовой институт» (2003). Работал помощником депутата Законодательного Собрания Санкт-Петербурга (1999—2001). До 2003 года был помощником судьи городского Уставного суда. В 2003 году — советник и. о. губернатора Санкт-Петербурга по правовым вопросам.
С 2004 года преподает в Санкт-Петербургском государственном университете, читает курсы «Конституционное право», «Соотношение конституционного, интеграционного и международного права в условиях глобализации», «Judicial review» (на английском языке), «Конституционная защита экономических прав», «Конституционные основы охраны здоровья».
С 2017 года — декан юридического факультета СПбГУ. Заведующий кафедрой конституционного права СПбГУ, доцент, директор НИИ Проблем государственного языка СПбГУ.
В 2004—2012 гг. — член Санкт-Петербургской избирательной комиссии с правом решающего голоса.
С 2018 года — член Исполнительного комитета Международной ассоциации конституционного права (IACL-AIDC); член редколлегий журналов «Russian Law Journal», «Правоведение»; главный редактор журнала «Правоведение»; член экспертно-консультативного совета комитета по конституционному законодательству Совета Федерации Федерального Собрания РФ. В 2020 — член рабочей группы по подготовке предложений о внесении поправок в Конституцию Российской Федерации.
Неоднократно входил в состав программных комитетов крупных научных конференций и организовывал их работу. В их числе мероприятия Петербургского международного юридического форума, секции «Образование» Международного культурного форума, международной конференции «Медицина и право в XXI веке», международной конференции iSLaCo.
Руководитель экспертного совета проекта «Мониторинг правоприменения» Санкт-Петербургского государственного университета.
Руководитель и научный руководитель проекта «Исследование нормативных актов субъектов РФ: нарушение законодательства о русском языке», ученый секретарь диссертационного совета Д212.232.63 при СПбГУ.
Автор и ведущий курса Constitutional Reforms in Russia в рамках проекта «Онлайн-курсы СПбГУ».

## Научная деятельность
Круг научных интересов входит изучение различных аспектов конституционного, административного, международного права.
Является противником применения смертной казни.

### Основные публикации
- Избирательные системы субъектов Российской федерации в действующем федеральном законодательстве / С. А. Белов // Конституционное право: Восточноевропейское обозрение. — 2004. — № 2. — С. 205—209.
- Выборы членов Государственной Думы Российской империи в 1905—1912 гг. / С. А. Белов // Ленинградский юридический журнал. — 2005. — № 3. — 98—107.
- Белов С. А., Рыбалов А. О., Тимошина Е. В., Капустина М. А., Шевелева Н. А., Шатихина Н. С., … Ференс-Сороцкий А. А. Теория публичного правоотношения: перспективы избавления от цивилистической догматики // Известия высших учебных заведений. Правоведение. — 2011 — C. 244—261.
- Системное правовое регулирование избирательной системы / С. А. Белов // Российский юридический журнал. — 2011. — № 1 (76). — С. 88—100.
- Актуальность и перспективы кодификации административного законодательства в России / С. А. Белов // Вестник Высшего арбитражного суда Российской Федерации. — 2011. — № 12. — С. 6—21.
- Белов С. А., Кудряшова О. А. / Заимствование моделей конституционного контроля в правовой системе России // Журнал конституционного правосудия. — 2012. — № 6 (30). С. 25—38.
- Ценностное обоснование решений как проявление судебного активизма Конституционного Суда Российской Федерации / С. А. Белов // Сравнительное конституционное обозрение. — 2012. — № 2. — С. 140—150.
- Пределы универсальности конституционализма: влияние национальных ценностей на практику принятия решений конституционными судами / С. А. Белов // Сравнительное конституционное обозрение. — 2014. — № 4. — С. 37—56.
- Непосредственное применение судами Конституции в Российской Федерации / С. А. Белов // Государство и право. — 2014. — № 1. — С. 45—55.
- Что нужно, чтобы русский язык стал государственным? / С. А. Белов, Н. М. Кропачев // Закон. — 2016. — № 10. — С. 100—112.
- Конституционная модель легитимации решений органов международных организаций / С. А. Белов // Журнал Конституционного правосудия. — 2018. — № 2. — С. 1—10.
- Recent Developments in Russian Constitutional and Administrative Law / S. Belov // International Journal of Legal Information. — 2007. — 35 (2). — pp. 278—293.
- Chronicle: Constitutional Law, 2008: Russia / S. Belov // European Review of Public Law. — 2009. — 21(2). — pp. 889—913.
- Chronicle: Constitutional Law, 2009: Russia / S. Belov // European Review of Public Law. — 2010. — 22(2). — pp. 471—492.
- Chronicle: Constitutional Law, 2010: Russia / S. Belov // European Review of Public Law. — 2011. — 23(2). — pp. 701—721.
- Chronicle: Constitutional Law, 2011: Russia / S. Belov, O. Kudryashova, S. Panin // European Review of Public Law. — 2012. — 24 (2). — pp. 801—828.
- The conflict of human rights and the sovereignty in the courts' interpretations of human rights norms / S. Belov, O. Kudryashova // Sovranità vs. sovranazionalità / Cedam Libri. — 2013. — pp. 47-59.
- Russia: foreign transplants in the Russian Constitution and invisible foreign precedents in decisions of the Russian Constitutional Court / S. Belov // The use of foreign precedents by constitutional judges / Bloomsbury Publishing. — 2013. — pp. 347—371 .
- La judicatura en el sistema constitucional ruso / V. Arkhipov, D. Bartenev, S. Belov, O. Kudryashova, D. Mushtakova, I. Vasil’ev // Derecho PUCP. — 2013. — 71. — pp. 557—587.
- Conflicting Russian Orthodox and European Secular Values and Their Reflection in Russian Law / S. Belov // Review of Central and East European Law. — 2016. — 41(3-4). — pp. 219—262.
- Chronicle: Constitutional Law, 2012: Russia: The Russian Political System between Conservation and Reformation / S. Belov, O. Kudryashova, D. Kucheryavtsev // European Review of Public Law. — 2013 — 25(2). pp. 911—947.

- Белов С. А., Гревцов Ю. И., Гриценко Е. В., Ильин А. В., Козлихин И. Ю., Луковская Д. И., Хохлов Е. В. Обществознание: учебный курс для поступающих в вузы / С. А. Белов, Ю. И. Гревцов Е. В. Гриценко и др.; Науч. ред. Д. И. Луковская, Е. Б. Хохлов; СПбГУ, юридический факультет. — 7-е изд., перераб. и доп. — СПб.: Издательский Дом Санкт-Петербургского государственного университета, 2009. — 734 с.
- Белов С. А., Кропачев Н. М., Соловьев А. А., Ревазов М. А., Вербицкая Л. А. Государственный язык России: нормы права и нормы языка. — СПб.: Издательство СПбГУ, 2018. — 130 с.
- Белов С. А. Административное право. — Издательство Санкт-Петербургского университета, 2009.
- Алдаганов М. М., Антонов С. А., Белов С. А., Бурмистров В. Я., Волгарева И. В., Пелевин М. С. Обществознание. Учебное пособие. — Издательство Санкт-Петербургского университета, 2007.

- «Эхо Москвы»: Свободный формат: Поправки к Конституции. Заметки на полях основного закона
- «Закон»: «Пандемия продемонстрировала, что децентрализация делает власть более эффективной» // Интервью с Сергеем Беловым
- «Коммерсантъ»: «Невозможно подходить к России с мерками западноевропейского общества»
- «Сфера»: Правило переноса: зачем обновленной Конституции уже существующие нормы?

## Награды и почётные звания
- Памятная медаль и почетная грамота Санкт-Петербургской избирательной комиссии
- Благодарственные письма Центральной избирательной комиссии
- Почетная грамота Министерства юстиции РФ
- Благодарность Комитета Государственной Думы по государственному строительству и законодательству
- Медаль Анатолия Кони — высшая ведомственная награда Министерства юстиции РФ
- Декан года в области юриспруденции, 2024 год.